# کوهنجان (ارسنجان)
کوهنجان (ارسنجان)، روستایی از توابع بخش مرکزی شهرستان ارسنجان در استان فارس ایران است.

## جمعیت
این روستا در دهستان شورآب قرار دارد و براساس سرشماری مرکز آمار ایران در سال ۱۳۹۰، جمعیت آن ۹۸۶ نفر (۲۱۰خانوار) بوده است. نرخ رشد منفي از سال ١٣٩٠ تا ١٤٠٠. به دليل گسترش خشكسالي و افزايش نرخ فقر مطلق.